# Klass I i ishockey 1929/1930
Klass I i ishockey 1929/1930 var näst högsta serien i svensk ishockey säsongen 1929/30. Vintern 1930 blev den varmaste sedan år 1791 och isarna frös först i början av februari. Därför kunde serien inte spelas färdigt och när vintern 1931 kom sent kunde man inte heller då slutföra de kvarvarande matcherna. Inför säsongen genomförde AIK de mest omfattande värvningarna hittills i svensk ishockeyhistoria och bara en reserv återstod av laget från den tidigare säsongen. 
Sedan förra säsongen hade Nacka SK flyttats upp till Elitserien och Lidingö IF flyttats ner till Klass I. De senare fick dock dra sig ur serien efter ett par omgångar i brist på spelare. IF Linnéa deltog inte längre i seriespel och Tranebergs IF hade flyttats ner sedan förra säsongen. Reymersholms IK, IK Mode och Eriksdals IF flyttades upp istället. När serien tvingades stänga ledde AIK och Svenska Ishockeyförbundet beslutade att de skulle flyttas upp till nästa säsong, men att inga lag skulle flyttas ner från Elitserien.

## Poängtabell
| Nr | Lag                  | S | V | O | F | GM | IM | MK   | P |
| -- | -------------------- | - | - | - | - | -- | -- | ---- | - |
| 1  | AIK                  | 4 | 4 | 0 | 0 | 23 | 1  | 23   | 8 |
| 2  | UoIF Matteuspojkarna | 4 | 3 | 0 | 1 | 9  | 8  | 1.13 | 6 |
| 3  | Reymersholms IK      | 3 | 1 | 0 | 2 | 5  | 7  | 0.71 | 2 |
| 4  | IK Mode              | 2 | 0 | 0 | 2 | 2  | 9  | 0.22 | 0 |
| 5  | Eriksdals IF         | 3 | 0 | 0 | 3 | 2  | 16 | 0.13 | 0 |
| 6  | Lidingö IF           | 0 | 0 | 0 | 0 | 0  | 0  | -    | 0 |